# Ta-Nehisi Coates
Ta-Nehisi Paul Coates (anglicky: [tɑːnəˈhɑːsi]IPA, * 30. září 1975 Baltimore, Maryland) je americký spisovatel, scenárista a novinář. Poprvé proslul jako národní zpravodaj časopisu a publicistického portálu The Atlantic, kde pokrýval kulturní, společenská a politická témata. Dále psal pro The Village Voice, Washington City Paper a TIME.
Napsal tři knihy v žánru literatury faktu: The Beautiful Struggle, Between the World and Me a We Were Eight Years in Power: An American Tragedy, přičemž za knihu Between the World and Me získal v roce 2015 National Book Award. Kniha byla v roce 2020 adaptována do televizního speciálu HBO, který čerpal z divadelní adaptace souboru divadla Apollo z roku 2018. V roce 2019 napsal svůj první román s názvem The Water Dancer. Současně psal scénáře pro komiksové série Marvel Comics Black Panther a Captain America.

## Biografie

### Dětství a mládí
Narodil se v roce 1975 ve městě Baltimore ve státě Maryland. Jeho otec William Paul Coates byl válečný veterán z války ve Vietnamu, bývalý člen Black Panther Party, vydavatel a knihovník. Byl zakladatelem malého nakladatelství Black Classic Press, který se zaměřoval na afroamerické autory. Jeho matka Cheryl Lynn (roz. Watersová) byla učitelka. William Paul Coates měl sedm dětí se čtyřmi ženami. Děti však byly vychovávány co nejvíce společně.
Pět let studoval na Howard University ve Washingtonu, D.C, ale studia nedokončil. Ze školy odešel přímo do zaměstnání v žurnalistice.

## Kariéra

### Žurnalistika
Ve svém prvním zaměstnání pracoval coby reportér pro The Washington City Paper. V následujících letech vystřídal řadu míst v periodikách Philadelphia Weekly, The Village Voice a Time. V roce 2008 napsal svůj první článek This Is How We Lost to the White Man pro publicistický server The Atlantic. Úspěch článku mu zajistit smlouvu na pravidelný sloupek. Vedle toho se věnoval také psaní vlastního blogu. V roce 2014 na The Atlantic vyšel jeho článek The Case for Reparations, na kterém pracoval dva roky. Článek byl velmi čtený a utvrdil jeho reputaci. Díky rostoucí popularitě a uznání se stal občasným přispěvatelem pro periodika: The New York Times, The Washington Post, Washington Monthly a časopis O, The Oprah Magazine. Z The Atlantic odešel po deseti letech v roce 2018.

### Spisovatel
Napsal tři knihy v žánru literatury faktu: The Beautiful Struggle (2008, vzpomínková kniha o vyrůstání v Baltimoru), Between the World and Me (2015, knihu věnoval svému synovi, kterému popisuje, jaké to je vyrůstat coby Afroameričan v USA) a We Were Eight Years in Power: An American Tragedy (2017, výbor z jeho článků o prezidentství Baracka Obamy), přičemž za knihu Between the World and Me získal v roce 2015 National Book Award. Kniha byla v roce 2020 adaptována do televizního speciálu HBO, který čerpal z divadelní adaptace souboru divadla Apollo z roku 2018. V roce 2019 napsal svůj první román s názvem The Water Dancer.
Mezi lety 2016 a 2021 psal vlastní komiksovou sérii Black Panther (Vol. 6 a Vol. 7) pro Marvel Comics. Od roku 2018 píše také komiksovou sérii Captain America (Vol. 9). V roce 2018 dostal za komiks Black Panther: World of Wakanda ocenění Eisner Award.
V říjnu 2024 mu vyšla kniha esejů nazvaná The Message. V ní popisuje své dojmy z návštěv Dakaru v Senegalu, Chapin v Jižní Karolíně a Západního břehu Jordánu a Východního Jeruzalému v Palestině. Právě esej o Palestině vzbudil v době války mezi Izraelem a Hamásem nejvíce pozornosti. Coates zde argumentuje, že izraelská okupace je morálním zločinem, který je zakrýván jednáním Západu. Současně napsal, že „nikdy necítil přítomnost rasismu více než v Izraeli“.

### Další projekty
Od roku 2019 pracuje na televizním projektu pro HBO s názvem America in the King Years. Na projektu s ním spolupracují David Simon, Taylor Branch a James McBride, přičemž druhý jmenovaný je autor sejnojmenné knižní předlohy. Tématem projektu je Martin Luther King Jr. a Hnutí za občanská práva.
Připravuje scénář pro film založený na novinovém článku Wrong Answer novinářky Rachel Aviv, který by měl natočit režisér Ryan Coogler.
Dále byl osloven pro napsání scénáře nového filmu se Supermanem, který je v rané fázi příprav a který má produkovat J. J. Abrams.